# Indalo
.

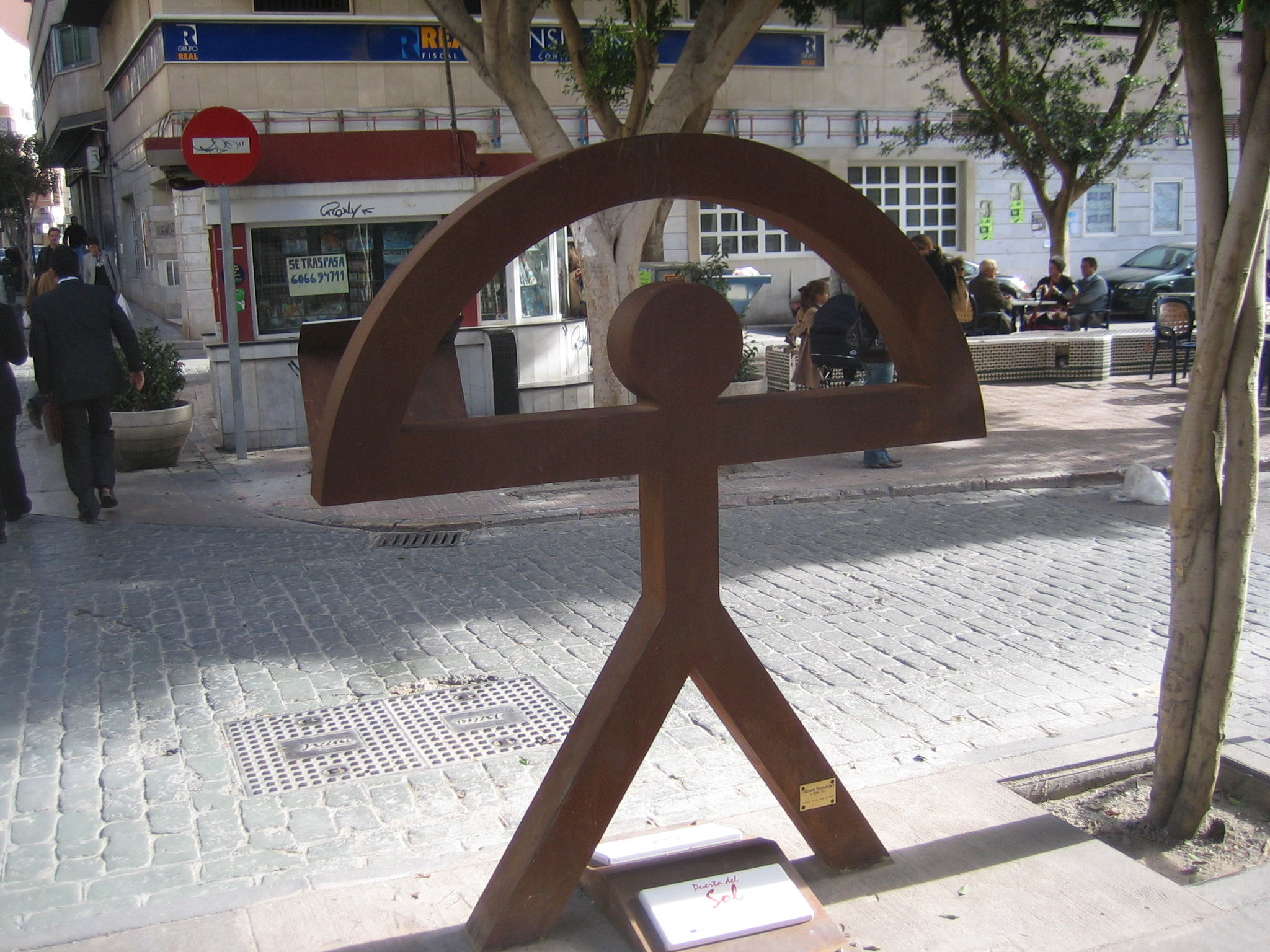
Escultura de um Indalo nas ruas de Almería

O Indalo é uma figura humana de uma pintura rupestre, datada do neolítico tardio ou da Idade do Cobre. 
Os habitantes de Almería, cidade que o adoptou como símbolo, gostam de dizer que dá boa sorte, atraindo riqueza, abundância e paz.